# Pluk de Dag (televisieprogramma)
Pluk de Dag is een voormalig televisieprogramma op de TROS gepresenteerd door Ron Boszhard.
In dit televisieprogramma vroeg Ron Boszhard aan onbekende mensen op de markt of ze met de bus 'gezellig' mee wilden naar een onbekende bestemming om een dagje plezier te hebben. In de bus werd nadat iedereen was ingestapt de bestemming bekendgemaakt. Het was dus elke keer een verrassing waar ze heen gingen. Als ze de dag hadden overleefd, kregen ze een Pluk de Dag-certificaat.
Volgens Ron worden de mensen, nadat ze hun uitnodiging aanvaard hebben, niet meer gescreend, maar dan gaan ze ook echt direct mee.
In 2003 won het programma in Montreux de Bronzen Roos.